# Bikinia media
Bikinia media är en ärtväxtart som beskrevs av Jan Johannes Wieringa. Bikinia media ingår i släktet Bikinia och familjen ärtväxter. Inga underarter finns listade i Catalogue of Life.